# 薩羅·巴倫
薩羅·巴倫（Salo Wittmayer Baron；1895年5月26日—1989年11月25日），是奥地利猶太裔美国历史学家，被誉为“20世纪最伟大的犹太历史学家”。 巴倫从1930年在哥伦比亚大学任教，直到1963年退休

## 生平

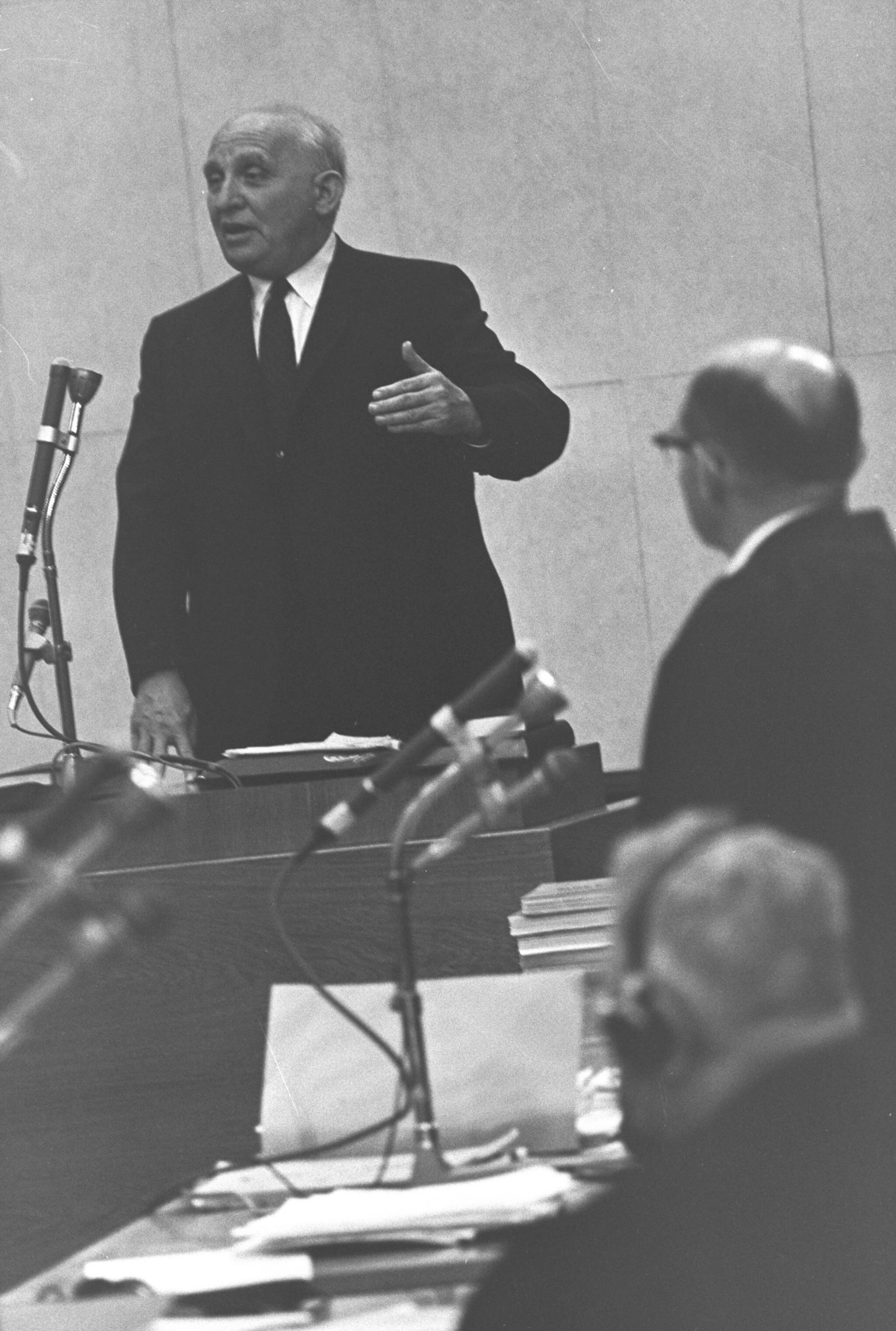
薩羅·巴倫教授在艾希曼大審中作证

薩羅·巴倫出生在加利西亚的塔尔努夫，时為奥匈帝国的一部分，现屬波兰。薩羅·巴倫出身良好教育的富裕家庭，是加利西亚犹太上層階級。巴倫父亲是銘银行家，也是犹太人社区的主席。 巴倫的母语是波兰语，但他会20种语言，包括意第绪语、希伯来语、法语和德语，并以能够在没有笔记的情况下用五种语言进行学术演讲而闻名。 1920年在维也纳犹太神学院接受拉比任命。同時，1917年获得维也纳大学哲学博士学位，1922年获得政治学博士学位，1923年获得法律博士学位。 1926 年，他在维也纳的犹太师范学院 (Juedisches Paedagogium) 开始了教学生涯。隨後，在拉比斯蒂芬·塞缪尔·怀斯劝说下，前往纽約犹太神学院任教。  
1929年，巴倫獲得哥伦比亚大学犹太历史、文学和制度的Nathan L. Miller教席，成為美国犹太研究的濫觴。
1933年，经济学研究生Jeannette Meisel就其论文，受巴倫指導。1934年，兩人结婚，Jeannette成为巴倫学术工作的協力者。 “在鼎盛时期，他和他的妻子是一种伙伴关系，”赫茨伯格評道： “她帮助他完成了每一本书，一起合著几本专着。” 
第二次世界大战后，薩羅·巴倫经营Jewish Cultural Reconstruction, Inc.。1947年，该组织成立，旨在收集和分配欧洲美国占领区的无人继承的犹太人财产。成千上万的书籍、档案和礼仪物品被分发到以色列、美国等地的图书馆和博物馆。 
1961年4月24日，巴伦教授在耶路撒冷对阿道夫·艾希曼的审判中作证。薩羅·巴倫解释了纳粹对犹太人的种族灭绝的历史脈絡。他进一步解释，在他的出生地塔爾努夫，战前有2萬名犹太人，但在希特勒的屠殺之后，只剩下不超过 20 人，包含他的父母和姐姐便在那里被杀。 
此外，薩羅·巴倫还维护和强化二战前后的犹太社区。1950年至1968年間，巴倫在哥伦比亚大学领导以色列和犹太研究中心（Center of Israel and Jewish Studies）。 巴倫在歐美、以色列的許多大學獲得榮譽學位。 1964年，巴倫獲選美國文理科學院院士。 
1989年，巴倫在纽约市去世，享年94岁。哥伦比亚大学犹太历史和社会文化的薩羅·巴倫教席为纪念他而设立。

## 學術成就
Yosef Hayim Yerushalmi評價薩羅·巴倫是“20世纪最伟大的犹太历史学家”。  巴倫夫婦的代表作是《犹太社会宗教史》 （A Social and Religious History of the Jews）。最初是一系列讲座，后来变成了 1937年的三卷犹太史，此後還有修订版。 巴倫教授一生致力於此書。
薩羅·巴倫反对“充滿淚水的猶太史”。海因里希·格赖茨是19世纪犹太历史学家，認為犹太人歷史的主要元素是苦难和精神成就。而1975年的采访中，巴伦说：“苦难是 [犹太人] 命运的一部分，但一次又一次的喜悦和最终的救赎也是如此。”  
巴伦教授还努力以犹太历史的宗教面向還原犹太人生活的全貌，并犹太人的历史置入更广泛的历史中。 

## 著作列表
- The Jewish Community (3 vols., 1942)
- Jews of the United States, 1790–1840: A Documentary History (ed. with Joseph L. Blau, 3 vols., 1963)
- A Social and Religious History of the Jews (18 vols., 2d ed. 1952–1983)

### 註腳
1. 1 2 3 4 5 6 7 8  Peter Steinfels, "Salo W. Baron, 94, Scholar of Jewish History, Dies," New York Times, November 26, 1989,
2. ↑  Boyd, Kelly, ed. Encyclopedia of Historians and Historical Writers (Rutledge, 1999) 1:75-76
3. 1 2  Arthur Hertzberg, s.v. "Baron, Salo (Shalom) Wittmayer" （页面存档备份，存于）, Encyclopaedia Judaica (2nd. Ed., 2007)
4. ↑  .   [2023-03-29]. （原始内容存档于2017-05-04）.
5. ↑  Grossman, Grace Cohen. . For Every Thing a Season: Proceedings of the Symposium on Jewish Ritual Art. September 2000: 147–153.
6. ↑   (PDF). American Academy of Arts and Sciences.   [May 17, 2011]. （原始内容存档 (PDF)于2011-07-25）.
7. ↑  Liberles, Robert. . New York University Press. 1995: 117–118. ISBN 0-585-33140-5.

### 延伸阅读
- Boyd, Kelly (编). . Taylor & Francis 2 vol. 1999: 75–76. ISBN 9781884964336.
- Liberles, Robert. Salo Wittmayer 巴倫: Architect of Jewish history, 	(New York University Press, 1995)